# Platja del Bol del Gos
La platja del Bol del Gos és una petita platja del municipi d'Alcanar (Montsià), situada entre la platja dels Tontos, al sud-oest, i la platja de les Figueres, al nord-est. Té una longitud de 16,5 metres i una amplada mitjana de 6,5 metres, formada per sorres.